# Calisto batesi
Calisto batesi är en fjärilsart som beskrevs av Michener 1943. Calisto batesi ingår i släktet Calisto och familjen praktfjärilar. Inga underarter finns listade i Catalogue of Life.